# Ústa pravdy
Ústa pravdy jsou součástí Národního památníku odposlechu. Reliéf byl odhalen 7. září 2006 v
zatopeném lomu č. 2 asi 1 km západně od Lipnice nad Sázavou. Jeho autorem je sochař Radomír Dvořák. Na realizaci
se podíleli i žáci Kamenosochařského střediska Lipnice nad Sázavou. Výška reliéfu činí necelé 3 m.
Svým názvem i námětem je dílo volně inspirováno reliéfem Bocca della Verità (Ústa pravdy) v předsíni římského kostela Santa Maria in Cosmedin.

## Ve filmu
- Princezna zakletá v čase (2020, režie: Petr Kubík)

## Součásti památníku
- Bretschneiderovo ucho
- Ústa pravdy
- Zlaté oči
- Hlava XXII
- Jednohubka a la Jurajda